# Cixius punctimargo
Cixius punctimargo är en insektsart som beskrevs av Walker 1858. Cixius punctimargo ingår i släktet Cixius och familjen kilstritar. Inga underarter finns listade i Catalogue of Life.